# Pelly-Nisutlin
Pour les articles homonymes, voir Pelly et Nisutlin.
Circonscription électorale territoriale du Canada
Pelly-Nisutlin est une circonscription électorale territoriale du Yukon au (Canada).
Durant la redistribution de 2002, cette circonscription est créée par scission de la circonscription Ross-River-Southern-Lakes[réf. souhaitée].
L'actuel député territorial est Stacey Hassard du Parti du Yukon.

## Liste des députés
|  | 2002 - 2006     | Dean Hassard (en) | Parti du Yukon |
|  | 2006 - 2011     | Marian Horne      | Parti du Yukon |
|  | 2011 - 2016     | Stacey Hassard    | Parti du Yukon |
|  | 2016 - 2021     | Stacey Hassard    | Parti du Yukon |
|  | 2021 - en cours | Stacey Hassard    | Parti du Yukon |

## Résultats des Élections
| Élections générales yukonnaises de 2011 | Élections générales yukonnaises de 2011 | Élections générales yukonnaises de 2011 | Élections générales yukonnaises de 2011 |
| Candidat                                | Candidat                                | Parti                                   | # de voix                               |
| --------------------------------------- | --------------------------------------- | --------------------------------------- | --------------------------------------- |
|                                         | Stacey Hassard                          | Parti du Yukon                          | 275                                     |
|                                         | Carol Geddes                            | Néo-Démocrate                           | 178                                     |
|                                         | Carl Sidney                             | Libéraux                                | 73                                      |
|                                         | Elvis Presley                           | Indépendant                             | 73                                      |
| Total                                   | Total                                   | Total                                   | 557                                     |